# مانده (آنالیز عددی)
در آنالیز عددی دو مفهوم برای ارزیابی دقت یک روش عددی وجود دارد. یکی خطا (به انگلیسی error) است که همان اختلاف مقدار واقعی و مقدار تقریبی است و دیگری مانده (به انگلیسی residual) است. برای حل معادله {\displaystyle f(x)=b}در صورتی که {\displaystyle x}مقدار دقیق و {\displaystyle x^{\star }}جواب تقریبی معادله باشد که با یک روش عددی (تقریبی) بدست آورده ایم مقدار {\displaystyle x-x^{\star }}خطا نامیده می شود و مقدار {\displaystyle b-f(x\star )}مانده نامیده می شود. توجه کنید در اغلب موارد جواب دقیق مساله قابل محاسبه نیست و بنابراین خطا را نمی توان بدست آورد ولی همواره مانده را می توان محاسبه کرد. همین ایده به طور مشابه برای معادله کلی به شکل {\displaystyle L(u)=f}که {\displaystyle L}یک عملگر دیفرانسیلی (معادله دیفرانسیل) یا یک عملگر انتگرالی (معادله انتگرال) یا عملگر انتگرال-دیفرانسیلی (معادلات انتگرال-دیفرانسیل) یا عملگر ماتریسی (مانند ضرب ماتریس در بردار) است به کار می رود یعنی اگر {\displaystyle u^{\star }}جواب تقریبی یک معادله دیفرانسیل باشد که از یک روش تقریبی بدست آمده و {\displaystyle u}جواب دقیق معادله باشد ( که به احتمال زیاد بدست آوردن آن هم غیر ممکن یا زمان بر است)، به {\displaystyle u-u^{\star }}خطا و به {\displaystyle f-L(u^{\star })}مانده می گوییم.      

## فهرست منابع
1. ↑  مشارکت کنندگان ویکی‌پدیای انگلیسی Residual_(numerical_analysis) (27 اکتبر 2017). "Residual (numerical analysis)" (به انگلیسی).